# Сила (Болоња)
Сила (итал. Silla) је насеље у Италији у округу Болоња, региону Емилија-Ромања.
Према процени из 2011. у насељу је живело 854 становника. Насеље се налази на надморској висини од 346 м.